# 谷村剛
谷村 剛（たにむら つよし、2006年9月15日 - ）は、和歌山県有田郡有田川町出身のプロ野球選手（内野手・育成選手）。右投左打。千葉ロッテマリーンズ所属。

## 経歴

### プロ入り前
有田川町立田殿小学校で2年時に野球を始める。有田川町立吉備中学校在学時は2年時まで有田リトルシニアでプレーし、それ以降は軟式野球部に所属した。
和歌山東高等学校に進学し、1年時に背番号15で第104回全国高等学校野球選手権大会に出場。三塁手として全4戦中3試合の先発出場し、打率.429、5打点の活躍でベスト4進出を貢献。1回戦の紀北農芸高等学校戦で適時三塁打2本、2回戦の耐久高等学校戦で適時三塁打1本を記録。
続く、1年時秋の新チームから背番号5を背負い、先頭打者として秋季近畿地区高等学校野球大会においてベスト8進出に貢献した。
翌2年夏の第105回全国高等学校野球選手権大会1回戦で田辺工業に4-5で敗戦。「4番・三塁手」で4度打席（2安打1四球）に立ち、1回・3回と2打席続けて適時中安打を記録した。2年時の秋季近畿地区高等学校野球大会の予選から再び1番を打ち、結果は準優勝で、県大会ベスト4まで進出。準決勝の日高高等学校戦（7回7-0）で先頭打者本塁打を放っている。3年時第106回全国高等学校野球選手権大会では近畿大学附属新宮高等学校に0-3（3打数無安打）で敗れベスト4で敗退。全4試合「3番・三塁手」で7安打（5長打）と、打率5割、1本塁打、7打点の好成績を残した。2回戦の南部高等学校龍神分校戦で左中間を破る適時三塁打を記録。3回戦の田辺工業高等学校戦で右中間24号2点本塁打など3安打の固め打ちを記録した。2学年上に麻田一誠（愛媛マンダリンパイレーツ）がいる。
2024年10月24日のプロ野球ドラフト会議で千葉ロッテマリーンズから育成選手ドラフト1位指名を受けた。11月12日に支度金300万円、年俸260万円で契約に合意した（金額は推定）。背番号は130。

## 詳細情報

### 背番号
- 130（2025年[4] - ）